# Smilodon gracilis
Smilodon gracilis (лат.) — вид вымерших саблезубых кошек. Отличался от других видов  смилодонов более мелкими размерами.

## Описание
Весил 55—100 кг. Мощные, относительно короткие лапы говорят об образе жизни Smilodon gracilis как засадного хищника, а не преследователя добычи. Его жертвами возможно были макраухении.

## Палеоареал
Впервые описан ископаемым остаткам, найденным во Флориде (США). Позже фоссилии Smilodon gracilis найдены в отложениях плейстоцена на обоих континентах Нового Света: в Венесуэле, в Мексике и в США.

## Синонимы
В синонимику вида входят следующие биномены:
- Ischyrosmilus gracilis (Cope, 1880)
- Machaerodus gracilis (Cope, 1880)
- Machaerodus mercerii (Cope, 1895)
- Machairodus gracilis (Cope, 1880)
- Machairodus mercerii (Cope, 1895)
- Megantereon gracilis (Cope, 1880)
- Smilodon mercerii (Cope, 1895)
- Smilodontopsis gracilis (Cope, 1880)
- Smilodontopsis mercerii (Cope, 1895)
- Uncia mercerii Cope, 1895